# Seznam ulic v Praze
Seznamy ulic v Praze dle katastrálních území.

## Seznamy
- Rejstřík:Seznam ulic v Benicích
- Rejstřík:Seznam ulic v Běchovicích
- Rejstřík:Seznam ulic v Bohnicích
- Rejstřík:Seznam ulic v Braníku
- Rejstřík:Seznam ulic v Břevnově
- Rejstřík:Seznam ulic v Březiněvsi
- Rejstřík:Seznam ulic v Bubenči
- Rejstřík:Seznam ulic v Čakovicích
- Rejstřík:Seznam ulic v Černém Mostě
- Rejstřík:Seznam ulic v Čimicích
- Rejstřík:Seznam ulic v Dejvicích
- Rejstřík:Seznam ulic v Dolních Chabrech
- Rejstřík:Seznam ulic v Dolních Měcholupech
- Rejstřík:Seznam ulic v Dolních Počernicích
- Rejstřík:Seznam ulic v Dubči
- Rejstřík:Seznam ulic v Ďáblicích
- Rejstřík:Seznam ulic v Hájích
- Rejstřík:Seznam ulic v Hájku U Uhříněvsi
- Rejstřík:Seznam ulic v Hloubětíně
- Rejstřík:Seznam ulic v Hlubočepech
- Rejstřík:Seznam ulic v Hodkovičkách
- Rejstřík:Seznam ulic v Holešovicích
- Rejstřík:Seznam ulic v Holyni
- Rejstřík:Seznam ulic v Horních Měcholupech
- Rejstřík:Seznam ulic v Horních Počernicích
- Rejstřík:Seznam ulic v Hostavicích
- Rejstřík:Seznam ulic v Hostivaři
- Rejstřík:Seznam ulic v Hradčanech
- Rejstřík:Seznam ulic v Hrdlořezích
- Rejstřík:Seznam ulic v Chodově (Praha)
- Rejstřík:Seznam ulic v Cholupicích
- Rejstřík:Seznam ulic v Jinonicích
- Rejstřík:Seznam ulic v Josefově (Praha)
- Rejstřík:Seznam ulic v Kamýku
- Rejstřík:Seznam ulic v Karlíně
- Rejstřík:Seznam ulic v Kbelích
- Rejstřík:Seznam ulic v Klánovicích
- Rejstřík:Seznam ulic v Kobylisích
- Rejstřík:Seznam ulic v Kolodějích
- Rejstřík:Seznam ulic v Kolovratech
- Rejstřík:Seznam ulic v Komořanech
- Rejstřík:Seznam ulic v Košířích
- Rejstřík:Seznam ulic v Královicích
- Rejstřík:Seznam ulic v Krči
- Rejstřík:Seznam ulic v Křeslicích
- Rejstřík:Seznam ulic v Kunraticích
- Rejstřík:Seznam ulic v Kyjích
- Rejstřík:Seznam ulic v Lahovicích
- Rejstřík:Seznam ulic v Letňanech
- Rejstřík:Seznam ulic ve Lhotce
- Rejstřík:Seznam ulic v Libni
- Rejstřík:Seznam ulic v Liboci
- Rejstřík:Seznam ulic v Libuši
- Rejstřík:Seznam ulic v Lipanech
- Rejstřík:Seznam ulic v Lipencích
- Rejstřík:Seznam ulic v Lochkově
- Rejstřík:Seznam ulic v Lysolajích
- Rejstřík:Seznam ulic v Malé Chuchli
- Rejstřík:Seznam ulic na Malé Straně
- Rejstřík:Seznam ulic v Malešicích
- Rejstřík:Seznam ulic v Michli
- Rejstřík:Seznam ulic v Miškovicích
- Rejstřík:Seznam ulic v Modřanech
- Rejstřík:Seznam ulic v Motole
- Rejstřík:Seznam ulic v Nebušicích
- Rejstřík:Seznam ulic v Nedvězí
- Rejstřík:Seznam ulic v Novém Městě (Praha)
- Rejstřík:Seznam ulic v Nuslích
- Rejstřík:Seznam ulic v Petrovicích (Praha)
- Rejstřík:Seznam ulic v Písnici
- Rejstřík:Seznam ulic v Pitkovicích
- Rejstřík:Seznam ulic v Podolí (Praha)
- Rejstřík:Seznam ulic v Proseku
- Rejstřík:Seznam ulic v Přední Kopanině
- Rejstřík:Seznam ulic v Radlicích
- Rejstřík:Seznam ulic v Radotíně
- Rejstřík:Seznam ulic v Ruzyni
- Rejstřík:Seznam ulic v Řeporyjích
- Rejstřík:Seznam ulic v Řepích
- Rejstřík:Seznam ulic v Satalicích
- Rejstřík:Seznam ulic v Sedleci
- Rejstřík:Seznam ulic ve Slivenci
- Rejstřík:Seznam ulic na Smíchově
- Rejstřík:Seznam ulic v Sobíně
- Rejstřík:Seznam ulic ve Starém Městě (Praha)
- Rejstřík:Seznam ulic ve Stodůlkách
- Rejstřík:Seznam ulic ve Strašnicích
- Rejstřík:Seznam ulic ve Střešovicích
- Rejstřík:Seznam ulic ve Střížkově
- Rejstřík:Seznam ulic v Suchdole
- Rejstřík:Seznam ulic v Šeberově
- Rejstřík:Seznam ulic ve Štěrboholích
- Rejstřík:Seznam ulic v Točné
- Rejstřík:Seznam ulic v Troji
- Rejstřík:Seznam ulic v Třebonicích
- Rejstřík:Seznam ulic v Třeboradicích
- Rejstřík:Seznam ulic v Uhříněvsi
- Rejstřík:Seznam ulic v Újezdě u Průhonic
- Rejstřík:Seznam ulic v Újezdě nad Lesy
- Rejstřík:Seznam ulic ve Veleslavíně
- Rejstřík:Seznam ulic ve Velké Chuchli
- Rejstřík:Seznam ulic na Vinohradech
- Rejstřík:Seznam ulic ve Vinoři
- Rejstřík:Seznam ulic ve Vokovicích
- Rejstřík:Seznam ulic ve Vršovicích
- Rejstřík:Seznam ulic ve Vysočanech
- Rejstřík:Seznam ulic na Vyšehradě (Praha)
- Rejstřík:Seznam ulic v Záběhlicích
- Rejstřík:Seznam ulic v Zadní Kopanině
- Rejstřík:Seznam ulic ve Zbraslavi
- Rejstřík:Seznam ulic ve Zličíně
- Rejstřík:Seznam ulic na Žižkově